# Manuel Keliano
Manuel Keliano (ur. 16 stycznia 2003 w Luandzie) – angolski piłkarz grający na pozycji defensywnego pomocnika. Od 2023 jest zawodnikiem klubu Estrela Amadora.

## Kariera klubowa
Swoją karierę piłkarską Keliano rozpoczął w klubie CD Primeiro de Agosto. W sezonie 2022/2023 zadebiutował w jego barwach w pierwszej lidze angolskiej. W debiutanckim sezonie wywalczył z nim wicemistrzostwo Angoli.
Latem 2023 roku Keliano przeszedł do portugalskiego klubu Estrela Amadora. Zadebiutował w nim 19 sierpnia 2023 w przegranym 0:2 wyjazdowym meczu z Benfiką.
| Sezon   | Klub                  | Kraj   | Rozgrywki | Mecze | Bramki |
| ------- | --------------------- | ------ | --------- | ----- | ------ |
| 2022/23 | CD Primeiro de Agosto | Angola | Girabola  | 24    | 2      |

## Kariera reprezentacyjna
W reprezentacji Angoli Keliano zadebiutował 20 stycznia 2023 roku w zremisowanym 0:0 meczu Mistrzostw Narodów Afryki 2022 z Mauretanią, rozegranym w Oranie. W 2024 roku został powołany do kadry na Puchar Narodów Afryki 2023. W tym turnieju rozegrał trzy mecze: grupowe z Algierią (1:1) i z Mauretanią (3:2) oraz w 1/8 finału z Namibią (3:0).